# Fronte Militante di Tutti i Lavoratori
Il Fronte Militante di Tutti i Lavoratori (in greco: Πανεργατικό Αγωνιστικό Μέτωπο, ΠΑΜΕ, Panergatiko Agonistiko Metopo, PAME) è un centro di coordinamento all'interno del movimento sindacale greco.

## Storia

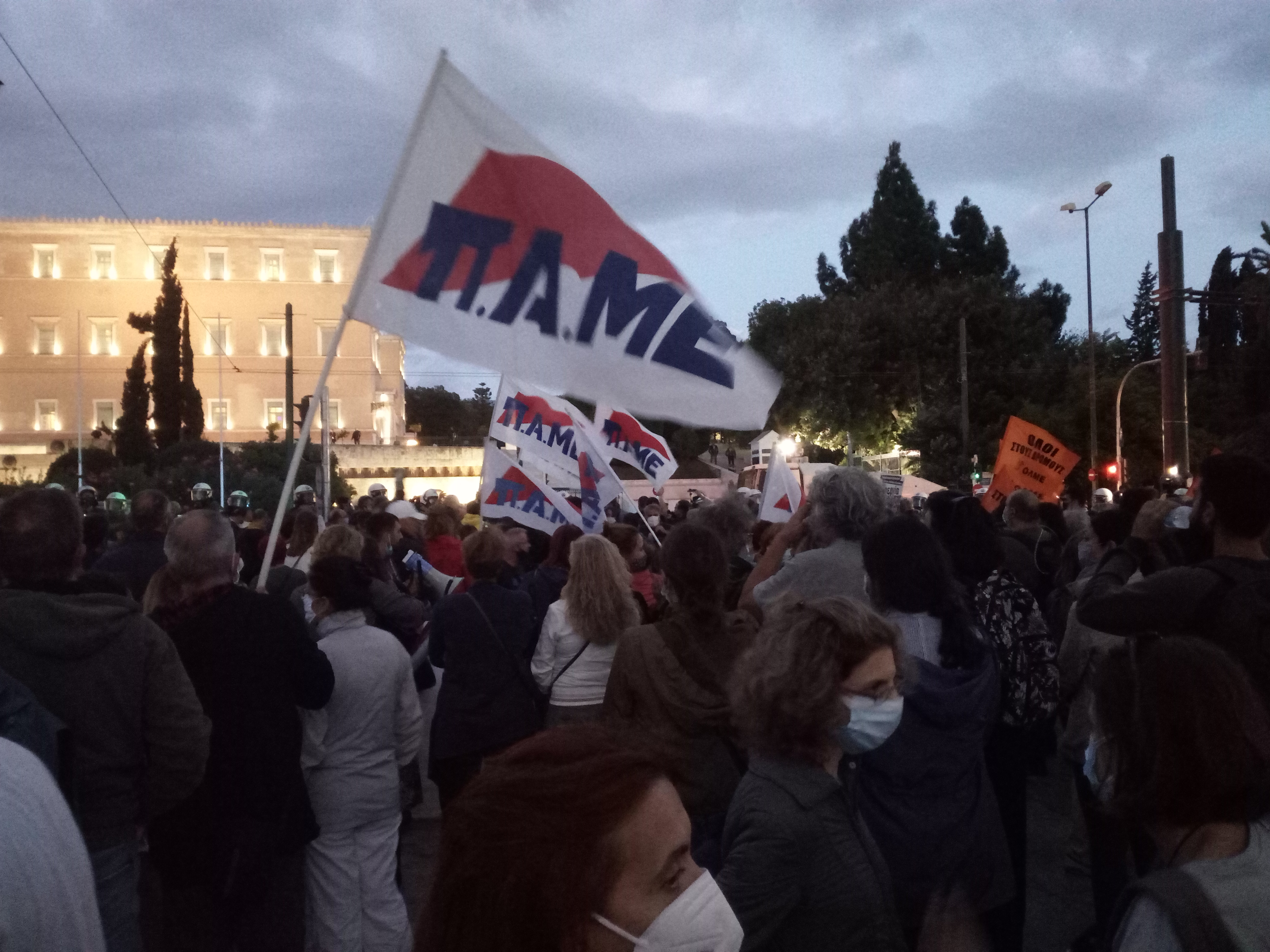
Manifestazione del PAME nel 2021.

Fondato su iniziativa dei sindacalisti membri del Partito Comunista di Grecia nell'aprile del 1999; tra i suoi membri tuttavia ci sono sindacalisti provenienti da contesti politici differenti (ad esempio dal DIKKI). Le posizioni del PAME sono critiche nei confronti di quelle della Confederazione Generale dei Lavoratori Greci, nonché del governo greco, dell'Unione Europea e del capitalismo.  
Nel 2005, i sindacati affiliati al PAME raggiungevano la quota di 415.000 membri, numero più che raddoppiato nel 2012 secondo il KKE, con 850.000 membri. 
A livello internazionale il PAME è affiliato alla Federazione Sindacale Mondiale dal 2000.

## Iscritti
- 2005 - 415.000
- 2012 - 850.000